# Mycetophila tolhuacaensis
Mycetophila tolhuacaensis är en tvåvingeart som beskrevs av Duret 1983. Mycetophila tolhuacaensis ingår i släktet Mycetophila och familjen svampmyggor. Inga underarter finns listade i Catalogue of Life.